# BD+20 307
Désignations
BD+20°307 est un système stellaire binaire de la constellation du Bélier entouré d'un disque de débris chaud supposé avoir été causé par la collision de deux corps de taille planétaire. Sa magnitude apparente visuelle est de 9,01. Il est distant de ∼ 391 a.l. (∼ 120 pc) de la Terre et il se rapproche du système solaire avec une vitesse radiale héliocentrique de −12 km/s.